# Przeróbka
Przeróbka (in tedesco: Troyl) è una frazione di Danzica, situata nella parte nord-orientale della città.